# Bacia Sanfranciscana
A Bacia Sanfranciscana (Sgarbi, 1989) é uma bacia sedimentar brasileira intracratônica  localizada na porção centro-leste do Brasil, com uma área de 150.000 km2 e abrangendo os  estados de Tocantins, Bahia, Goiás e Minas Gerais. Corresponde ao registro Fanerozóico da Bacia do São Francisco, com rochas de idade entre 300m.a e 70m.a, ou seja, do período Permo-carbonífero até o Cenozoico inferior (Éon Fanerozoico), representando o último megaciclo geodinâmico da Bacia São Francisco.
Limita-se a sul pelo Alto do Paranaíba, que a separa da Bacia do Paraná, e a norte pelo Alto do São Francisco, que a separa da Bacia do Parnaíba (Campos e Dardenne, 1997b). As faixas Brasília e Araçuaí/Espinhaço Setentrional limitam, respectivamente, as bordas ocidental e oriental da bacia.
Devido à diferenças tectônicas, estratigráficas e ambientais a bacia pode ser dividida em duas sub-bacias:  Sub-Bacia Abaeté, a sul, e Sub-Bacia Urucuia, a norte, separadas por um alto estrutural do embasamento denominado de Alto do Paracatu (Campos & Dardenne 1997a).
A Bacia está em contato discordante, principalmente, com as rochas do Grupo Bambuí (considerado o topo da Bacia do São Francisco) em sua porção central, e, em porções mais restritas, com rochas metamórficas de baixo grau no extremo sul da bacia, com rochas granitóides do embasamento regional no meio norte e, em sua porção setentrional, com a seção Paleozóica da Bacia do Parnaíba.

## Estudos pioneiros
Os estudos pioneiros do Cráton São Francisco, na qual está inserida a Bacia Sanfranciscana iniciaram ainda no século XIX, com o Barão de Eschwege, Gorceix e Derby .
A denominação Bacia Sanfranciscana, foi introduzida por Sgarbi, em 1991, para denominar a cobertura fanerozóica que recobre o Cráton São Francisco. Outros nomes também foram dados, como Bacia do São Francisco (Sad et al, 1971) e Bacia do Alto São Francisco (Hasui & Haralyi, 1991). O primeiro termo não é indicado devido à frequente confusão  com a denominação “Bacia do São Francisco” Campos & Dardenne (1997a). Já o segundo termo perde seu sentido quando é associado aos limites da bacia hidrográfica do alto Rio São Francisco.
Os trabalhos que objetivam a compreensão da evolução tectônica da Bacia Sanfranciscana só se iniciaram com os artigos de Hasui & Haralyi (1991) e Sawasato (1995).
A unidade estratigráfica do Grupo Santa Fé foi proposto pelos trabalhos de Dardenne et al (1991), Campos (1992) e Campos & Dardenne (1994), com esse trabalhos apresentando uma série de registros da glaciação neopaleozóica.
Os estudos dos sedimentos pertencentes ao Eocretáceo iniciaram com Arrojado Lisboa (1906), descrevendo seixos facetados que posteriormente foram colocados como pertencentes ao conglomerado Abaeté, por Freyberg (1932). Estes sedimentos foram tratados como Formação Areado, composta por três membros (Abaeté, Quiricó e Três Barras), por Barbosa (1965), Braun (1970), Cardoso (1971), Barcelos & Suguio (1980) e Sgarbi (1989) e tratados como Grupo por  Ladeira & Brito (1968), Hasui & Penalva (1970) e Kattah (1994).
O Grupo Mata Da Corda foi descrito desde basanitos vesiculares, até rochas de origem explosivas, com granulação variando de cinza até blocos e bombas por Moraes et al (1986). Moraes et al  (1987) classificou em termos composicionais, como kamafugitos. Leonardos & Ulbrich (1987) designou como associações madupíticas/lamproíticas.

## Origem e evolução da bacia
A evolução tectônica da Bacia Sanfranciscana é constituída por cinco ciclos tectossedimentares, de acordo com Sgarbi et al. (2001). O primeiro ciclo relaciona-se ao início do preenchimento da bacia, com as glaciações no final do Paleozóico, isto é, no Permo-Carbonífero, que deram origem  ao sistema glacial do Grupo Santa Fé.
Durante o Cretáceo Inferior ocorreu um novo ciclo tectossedimentar. Esse novo ciclo relaciona-se à formação do Atlântico Sul, ou seja, na separação das Placa Sul-Americana e Africana. Esse evento acarretou na formação da Depressão do Abaeté (Hasui et al. 1975, Hasui & Haralyi 1991) ou Sub-Bacia Abaeté (Campos & Dardenne 1997b) no qual recebeu a sedimentação Cretácea da Bacia Sanfranciscana. A sedimentação eocretácea de um sistema desértico instalado na região deu origem ao Grupo Areado.
No Cretáceo Superior houve um ciclo tectossedimentar relacionado à reativação tectônica, que através de descontinuidades pré-cambriana, que serviram de condutos, levou ao magmatismo alcalino kamafugítico. Esse magmatismo deu origem ao Grupo Mata da Corda, que assenta-se sobre o Grupo Areado como uma discordância erosiva.
Ainda no Cretáceo Superior, um novo ciclo sedimentar ocorreu, agora ao norte, na denominada Sub-bacia Urucuia (Campos & Dardenne 1997b). A sub-bacia Urucuia é separada da Sub-bacia do Abaeté pelo Alto Estrutural do Paracatu. Essa sub-bacia recebeu sedimentação eólica, fluvial e lacustre que deu origem ao Grupo Urucuia.
Por fim, no Cenozóico, ocorreu o último ciclo tectossedimentar da Bacia Sanfranciscana. Esse ciclo é representado pela Formação Chapadão que recobre alguns litotipos da Bacia.

## Estratigrafia e sedimentação

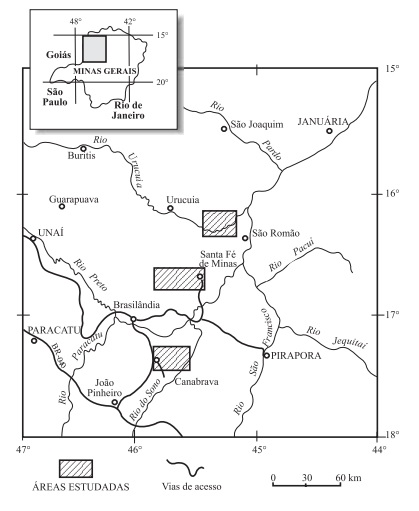
Localização das áreas estudadas da sedimentação glaciogênica do Grupo Santa Fé. Campos & Dardenne, 2000

### Grupo Santa Fé
O Grupo Santa Fé representa o primeiro ciclo de preenchimento da Bacia Sanfranciscana. O grupo é o representante do sistema glacial instalado nas médias e altas latitudes do Gonduana durante o Permo-Carbonífero. Constitui-se de depósitos de zona pró-glacial, com fácies relacionadas à base de geleiras, fluvio-glaciais, glacio-lacustres e fácies pró-glaciais eólicas. As evidências do sistema deposicional glacial que originou esse grupo, consistem, principalmente, no pavimento estriado sobre a Formação Três Marias (Grupo Bambuí), na presença de clastos pingados, além de clastos estriados em diamictitos.
O Grupo Santa Fé é dividido em duas formações: Formação Floresta (basal) e Formação Tabuleiro (topo). Tais formações apresentam passagem gradual entre si.
- A Formação Floresta é formada por três membros fortemente interdigitados, tanto de modo lateral quanto vertical. Eles são: Membro Brocotó, Brejo do Arroz e Lavado.

O Membro Brocotó são diamictitos com matriz silto-argilosa-carbonatada, com clastos as vezes estriados. Os clastos, são, em sua maioria, de arcósios da Formação Três Marias (Grupo Bambuí), ocorrendo também clastos de granitos, quartzitos, rochas carbonáticas e gnaisses. Esse membro é interpretado como tiilitos depositados em áreas restritas e tiilitos ressedimentados, com ocorrência mais ampla.
O Membro Brejo do Arroz são folhelhos vermelhos, bem laminados, com ocorrência subordinada de arenitos e conglomerados estratificados. Nesses folhelhos ocorre clastos pingados.  Tais clastos tem composição variada, como quartzitos, rochas carbonáticas, gnaisses, granitos, itabiritos, xistos. Os ritmitos com laminação regular de siltitos e argilitos são interpretados como varvitos, ou seja, produto de sedimentação sazonal. Os arenitos e conglomerados, por sua vez, são interpretados como depósitos de outwash glacial.
O Membro Lavado são um conjunto  heterogêneo de arenitos, arcósios e grauvacas, tendo como estruturas sedimentares estratificações cruzadas acanaladas e planar-paralelas. São interpretados como produtos de um sistema de rios entrelaçados, fluvio-gacial, alimentados pela água de degelo.
- A Formação Tabuleiro é caracterizada por um pacote de arenitos médios, calcíferos, apresentando, comumente, intercalações finas de argilitos e folhelhos. A análise  de seções delgadas dos arenitos permitem identificá-los como de origem eólica. Os pelitos são interpretados como originados em um sistema pró-glacial eólicos-lacustre.

### Grupo Areado

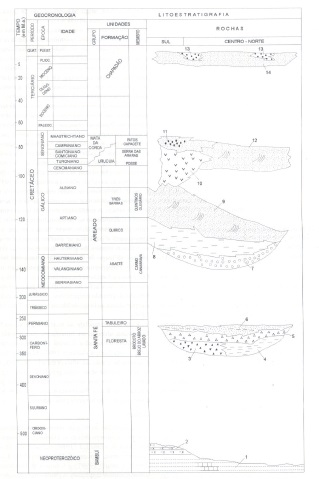
Sedimentação na Bacia Sanfranciscana. (Modificado de Campos e Dardenne, 1997b in: Sgarbi et. al. 2001)

O Grupo Areado representa o segundo ciclo de preenchimento da bacia, tendo sua sedimentação ocorrida no Cretáceo Inferior.  O grupo é constituído por três formações, sendo elas: Formação Abaeté, Formação Quiricó e Formação Três Barras.
- A Formação Abaeté é a formação basal do Grupo Areado, sendo a representante de depósitos gravitacionais, na forma de leques aluviais e fluxos aquosos esporádicos e torrenciais, originando depósitos wadi (Ladeia & Brito 1968,[17] Sgarbi 1989,[1] Sgarbi & Ladeira 1995[25]). O seu prolongamento para o norte da bacia deu-se na forma de um sistema fluvial entrelaçado de alta energia. A Formação Abaeté é subdivida em dois membros: Membro Carmo e Membro Canabrava.

Membro Carmo constitui depósitos de paraconglomerados e arenitos de sistema de leque aluvial. Os conglomerados exibem predominância de seixos e calhaus angulosos e arredondados de metassiltitos, além de quartzo, calcário, quartzito, granitóides e jaspilito. A matriz é constituída de areia, metassiltito, quartzo e microclina.  Os arenitos ocorrem normalmente sobre o substrato pré-cambriano, ou a jusante dos conglomerados. São arenitos de areia grossa a média, bem arredondados, constituídos de metapelitos, quartzo e microclina. Apresentam estratificação cruzada tabular de pequeno porte, além de estratificação planar-paralela.
Membro Canabrava exibe fácies de conglomerado e de arenitos quartzosos. As fácies conglomerado são clasto-suportados, mostrando clastos de quartzito bem arredondados, sendo um conjunto de alta maturidade textural e mineralógica, em comparação ao Membro Carmo. A deposição desses conglomerados foram controlados pelo maior afluxo de água no sistema. Representam um regime fluvial entrelaçado de alta energia do tipo Scott (Miall 1977). Apresentam subordinadamente arenitos e folhelhos vermelhos. As fácies de arenitos quartzosos são formados por areias médias e finas subangulosas, películas de óxido-hidróxido de ferro são comumente observado envolvendo grãos arenosos. Apresentam estratificações cruzadas de base tangencial. Essas fácies de arenitos são resultantes da formação  de barras longitudinais em áreas marginais aos canais principais de alta energia.
- A Formação Quiricó representa o preenchimento de lagos do tipo playa lake, em um contexto desértico de sedimentação.  No final do Cretáceo Inferior, os lagos foram assoreados pela coalescência de deltas, nos quais esses lagos atuaram como níveis de base locais. Dunas eólicas também recobriram tais lagos. A Formação Quiricó é representada por arenitos e siltitos maciços, além de argilitos maciços e lentes de calcários amarelos finamente laminados e com estratificações hummocky, estruturas “cone em cone” e teepee (Sgarbi et. al. 2001[23]). Há também margas oxidadas com bioturbações no topo da sequência. Carapaças de ostracodes e fragmentos de ossos e escamas de peixes são também comuns.

O estudo paleontológico da Formação, composto por ostracodes (Sgarbi 1989), conchostáceos (Cardoso 1971), além do conteúdo polinístico (Arai et.al 1995), remetem os sedimentos ao pós-Barremiano. Esse estudo também sugere um ambiente de sedimentação continental de clima tropical árido.
O topo da sequência lacustre da Formação Quiricó apresenta intensa deformação mecânicas nos lamitos, devido ao recalque diferencial, destruindo e ou deformando, dessa forma, estruturas sedimentares presentes. Falhas de gravidade também são comuns, aparecendo tanto e escala métrica, quanto em amostras de mão.
- A Formação Três Barras é a formação de topo do Grupo Areado. Ela pode ser dividida em dois membros: Membro Quintinos e Membro Olegário.  A Formação é composta sobretudo por arenitos que, em termos gerais, sofreram cimentação por carbonato de cálcio.  Essa Formação foi desenvolvida em um ambiente de clima árido, significando o avanço das dunas eólicas sobre os lagos da Formação Quiricó.

O Membro Quitinhos resulta da deposição em um ambiente flúvio-deltáico. Nele ocorre fácies de arenitos finos sigmoidais e arenitos finos tabulares (Ladeira e Brito, 1968; Cardoso, 1971; Grossi Sad et al. 1971; Ladeira et al. 1971; Moraes et al. 1986; Sgarbi, 1989), além de fácies de fluvial meandrante, com arenitos médios conglomeráticos. As fácies de arenitos sigmoidais ocorre na forma de pequenos deltas de Gilbert, são rosados e feldspáticos, finos a médios e angulosos.
O Membro Olegário é o membro dominante em relação a área de ocorrência e volume dentro da Formação Três Barras. É constituído por arenitos eólicos de ambientes de dunas eólicas e outro de arenitos de interdunas.

### Grupo Mata da Corda
O Grupo Mata da Corda exibe rochas máfica-ultramáficas que registram a atividade vulcânica no Neocretáceo. Nesse grupo também são encontradas rochas epiclásticas. Como é observada uma forte interdigitação entre os litotipos vulcânicos e sedimentares interpreta-se que o magmatismo ocorreu como pulsos. O grupo é dividido nas Formações Patos e Capacete.
- A Formação Patos é a unidade basal do grupo e engloba as rochas vulcânicas e subvulcânicas (de conduto) kamafugíticas (Sgarbi 1991,[4] Sgarbi & Valença 1993,[31] 1995[32]). Constitui parte do magmatismo alcalino Máfico que constitui a Província Alcalina Minas-Goiás. Esse magmatismo está associado temporalmente e espacialmente com os complexos plutônicos carbonatíticos (Silva et al., 1979;[33] Gomes et al. 1990[34]), como os de Araxá e Tapira.

- A Formação Capacete é composta por vulcanoclásticas – conglomerados e arenitos epiclásticos, materiais piroclásticos. Originaram a partir de fluxos piroclásticos, erosão e intemperismos das rochas da Formação Patos, que por sua vez foram transportadas por leques aluviais e torrentes fluviais entrelaçadas, formando paraconglomerados com clastos de rochas ígneas alcalinas, além de clastos de rochas metamórficas, como quartzitos, com matriz arenosa.

### Grupo Urucuia
O Grupo Urucuia se desenvolveu no Cretáceo Superior. Sua deposição se deu após a amplificação da subsidência flexural causada pela abertura do Atlântico, que gerou uma calha rasa no qual foi preenchida por sedimentos que deu origem ao Grupo, representando, dessa forma, o quarto ciclo tectonossedimentar da Bacia. O Grupo constitui a unidade de mais amplo espalhamento geográfico da Bacia Sanfranciscana. É formado da base para o topo pela: Formação Posse e Formação Serra das Araras.
- A Formação Posse é constituída por duas Fácies, Fácies 1 e 2 (Campos & Dardenne, 1997a[3]). A Fácies 1 é composta por arenitos muito finos à médios, lentes e níveis de conglomerados médios a finos, que foram interpretadas como um sistema eólico de campos de dunas. A Fácies 2 é formada por arenitos feldspáticos e quartzo arenitos com estratificações cruzadas tabulares e tangenciais, que são mais comuns, enquanto estratos plano-paralelos são mais raros. Esta fácie é interpretada como produto de deposição por um sistema fluvial entrelaçado.

- A Formação Serra das Araras é formada por arenitos, argilitos e conglomerados. Representa a sedimentação fluvial desenvolvida em planícies com contribuição eólica. Essa contribuição eólica relaciona-se ao retrabalhamento da Formação Posse. Há uma cimentação por sílica e óxido de ferro intensa nessa unidade.  Os conglomerados são vermelhos e apresentam seixos de quartzo, quartzito e arenitos da própria formação.

### Formação Chapadão
A Formação Chapadão corresponde ao último ciclo tectossedimentar da Bacia Sanfranciscana, que ocorreu no Cenozóico. A unidade é descontínua, apresentando pequenas espessuras e  refere-se aos sedimentos arenosos que encobrem os planaltos e chapadas da bacia. Podem ser classificados como coberturas cenozóicas inconsolidadas aluvionares, coluvionares e eluvionares.
- Coberturas aluvionares: com espessuras variáveis, alcançando 10m, esses sedimentos inconsolidados estão associadas às planícies de inundação das maiores drenagens e resultam do retrabalhamento fluvial recente de materiais detríticos diversos. Compreendem cascalhos, areias e argilas/silte dos canais de drenagem atuais e de terraços aluviais (paleo-canais fluviais).

- Coberturas coluvionares: compreendem areias vermelhas ou esbranquiçadas com importante fração argilosa (constituída principalmente por caolinitas expansíveis).  São resultantes de pequenos retrabalhamentos das unidades fanerozóicas e pré-cambrianas e da regressão de formas de relevo tabular elevado.

- Coberturas eluvionares: são constituídas por areias inconsolidadas, que se desenvolvem a partir dos arenitos pertencentes às diversas unidades da bacia. São representadas por depósitos in situ ou pouco retrabalhados, distribuídos nas chapadas de cotas superiores a 800, e atingem espessuras da ordem de 20 a 30 metros.

## Recursos naturais

### Águas subterrâneas
O Sistema Aqüífero Urucuia (SAU) corresponde a uma das mais importantes reservas de água subterrânea brasileira e representa uma associação de aqüíferos que ocorrem em arenitos flúvio-eólicos do Grupo Urucuia (Gaspar & Campos, 2007). O aquífero possui uma área de ocorrência de cerca de 76.000 km², abrangendo os estados de Minas Gerais, Goiás, Bahia, Tocantins, Piauí e Maranhão. Enquadra-se na província hidrogeológica São Francisco e é do tipo intergranular.

### Recursos minerais
A Bacia Sanfranciscana destacou-se como uma grande produtora de diamantes no país, com ocorrências nos terraços aluvionares e em aluviões recentes da bacia, além de ocorrências locais nos conglomerados basais do Grupo Areado. Os sedimentos vulcanoclásticos da Formação Capacete do Grupo Mata da Corda também apresentam potencial para depósitos de diamantes. E ainda na bacia, foram noticiadas, no final da década de 90, ocorrências de kimberlitos economicamente viáveis.
A bacia apresenta também relevância econômica para o setor da construção civil, correspondente aos depósitos rudíticos da Formação Abaeté, que representam materiais de alta qualidade visual e elevada resistência mecânica.
Antigos dados do Serviço Mineralógico do Brasil relatam ainda a ocorrência de platina na Formação Capacete, e a presença de óxido de titânio nessa mesma formação.

## Sítios geoturísticos

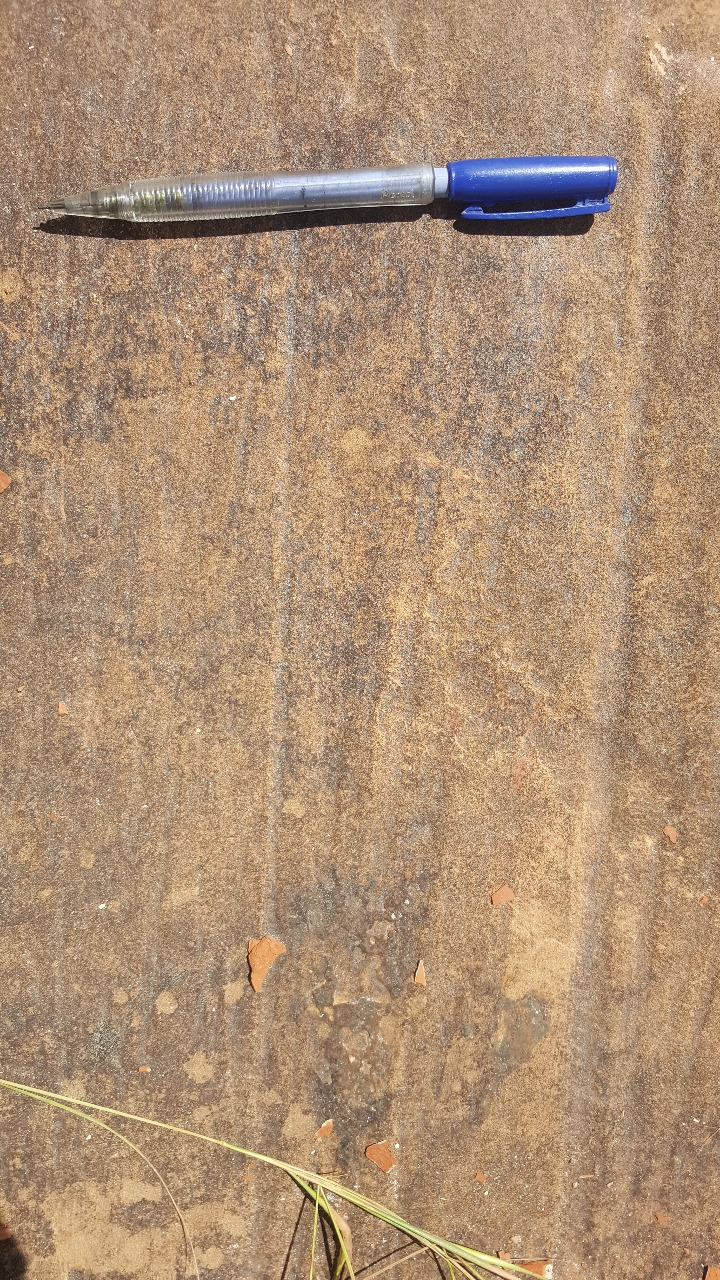
Estrias no pavimento, Grupo Santa Fé.

- Pavimentos Estriados do Grupo Santa Fé: localizados a 5 quilômetros a oeste da cidade de Santa Fé de Minas, os pavimentos são representados por sulcos rasos, finos e sub-paralelos, que podem ser seguidos por vários metros. Localmente o pavimento se torna polido ou com sulcos muitos rasos.  São importantes no contexto geológico regional da Bacia Sanfranciscana, auxiliando na identificação dos ambientes deposicionais da unidade basal (permo-carbonífera) da cobertura Fanerozóica (Campos & Dardenne, 2000[36]).